# Opisthoxia eusiraria
Opisthoxia eusiraria är en fjärilsart som beskrevs av Charles Oberthür 1916. Opisthoxia eusiraria ingår i släktet Opisthoxia och familjen mätare. Inga underarter finns listade i Catalogue of Life.